# Serralunga d'Alba
Serralunga d'Alba (Seralonga d'Alba in piemontese) è un comune italiano di 498 abitanti della provincia di Cuneo in Piemonte.

## Storia

### Simboli
Lo stemma usato dal comune è uno scudo d'oro, su cui è rappresentato un calice di vino sormontato da un grappolo d'uva e accompagnato dalle iniziali S e A (Serralunga d'Alba).

## Monumenti e luoghi d'interesse
- Castello di Serralunga d'Alba edificato nel XIV secolo.
- Chiesa di San Sebastiano

## Società

### Evoluzione demografica
Abitanti censiti

### Etnie e minoranze straniere
Secondo i dati Istat al 31 dicembre 2017, i cittadini stranieri residenti a Serralunga d'Alba sono 131, così suddivisi per nazionalità, elencando per le presenze più significative:
1. Romania, 56
2. Bulgaria, 26
3. Repubblica di Macedonia, 24

## Amministrazione
Di seguito è presentata una tabella relativa alle amministrazioni che si sono succedute in questo comune.
| Periodo        | Periodo        | Primo cittadino         | Partito                            | Carica  | Note  |
| -------------- | -------------- | ----------------------- | ---------------------------------- | ------- | ----- |
| 28 maggio 1985 | 6 giugno 1990  | Carlo Giachino          | lista civica                       | Sindaco | [ 8 ] |
| 6 giugno 1990  | 24 aprile 1995 | Carlo Giachino          | Democrazia Cristiana               | Sindaco | [ 8 ] |
| 24 aprile 1995 | 14 giugno 1999 | Carlo Giachino          | centro                             | Sindaco | [ 8 ] |
| 14 giugno 1999 | 14 giugno 2004 | Nicolas Cabases Cabases | dem.sin-altri                      | Sindaco | [ 8 ] |
| 14 giugno 2004 | 8 giugno 2009  | Nicolas Cabases Cabases | lista civica                       | Sindaco | [ 8 ] |
| 8 giugno 2009  | 26 maggio 2014 | Gianfranco Capoccia     | lista civica                       | Sindaco | [ 8 ] |
| 26 maggio 2014 | in carica      | Gianfranco Capoccia     | lista civica: Serralunga nel cuore | Sindaco | [ 8 ] |